# Lucio Arruncio Camilo Escriboniano
Lucio Arruncio Camilo Escriboniano  (m. 41) fue un político romano, miembro del ordo senatorius, que desarrolló su carrera política durante los imperios de Tiberio, Calígula y Claudio.

## Familia
Escriboniano era hijo de Marco Furio Camilo y hermano de Marco Furio Camilo, miembro del colegio de los Hermanos Arvales, y de Livia Medulina, segunda prometida y casi primera esposa del futuro emperador Claudio. Fue adoptado por Lucio Arruncio, cónsul en el año 6 y, por tanto, nieto por adopción de Lucio Arruncio, cónsul en el año 22 a. C.

## Carrera pública
Escriboniano nació entre el 5 y 3 a. C. Se ignora qué cargos ocupó a lo largo de su cursus honorum, pues su primer puesto conocido es el de cónsul en el año 32, junto con Cneo Domicio Enobarbo, padre del futuro emperador Nerón. Terminado el desempeño del consulado, Tiberio lo designó gobernador de la provincia de Dalmacia, que todavía tenía rango consular en aquellas fechas, ya que estaba guarnecida por dos legiones.
Cuando el emperador Calígula fue asesinado en el año 41, dada su posición, fue uno de los nombres barajados para sustituirlo, pero los pretorianos se decidieron por el aparentemente inofensivo y apocado Claudio, que tenía la ventaja de pertenecer a la familia Julio-Claudia.
Escriboniano, bajo la influencia del eminente senador Lucio Annio Viniciano, no aceptó esta situación y, apoyado por la Legio VII Macedonica y por la Legio XI se sublevó y fue proclamado emperador por sus legionarios. Sin embargo, Escriboniano cometió el error de informar a sus hombres de que deseaba restaurar la República, con lo que los legionarios se volvieron contra él y le obligaron a huir para refugiarse en la isla de Issa, donde, ante tamaño fracaso, se suicidó. Por su parte, Suetonio transmite que la sublevación fracasó porque cuando los aquiliferes de las legiones intentaron retirar las Aquilae de la capilla del principia de su campamento, no pudieron, interpretando que Júpiter mismo maldecía sus pretensiones, por lo que se opusieron a Escriboniano y lo mataron. De todas formas, las legiones VII y XI recibieron de Claudio el título de «Claudia Pia Fidelis».
Su hijo, Lucio Arruncio Furio Escriboniano, no sufrió represalias por parte de Claudio y fue cuestor en el año 49.